# Le pauvre matelot

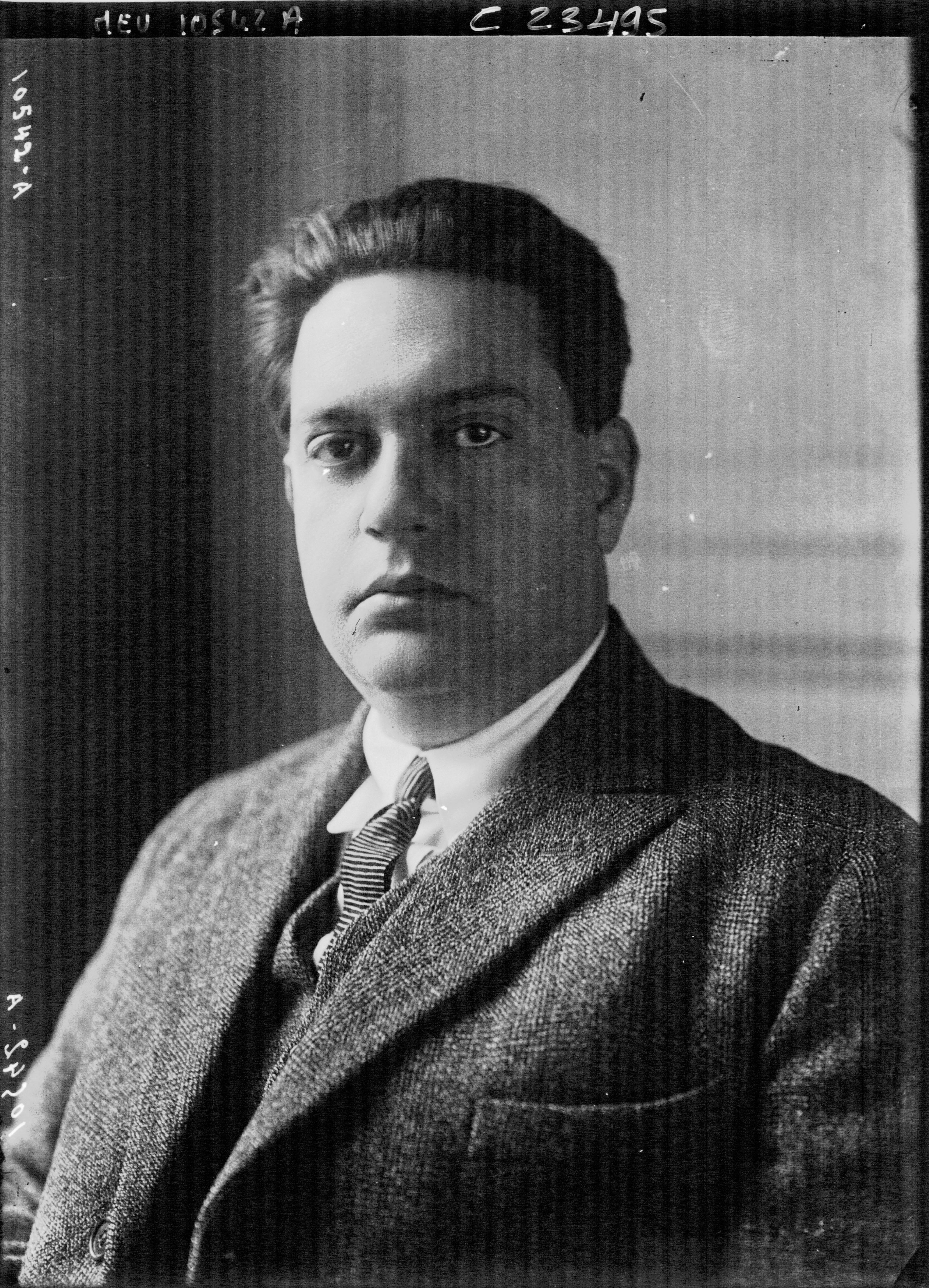
Fotografía del compositor en 1923.

Le pauvre matelot (título original en francés; en español, El pobre marinero) es una ópera (descrita como un lamento) en tres actos con música de Darius Milhaud y libreto en francés de Jean Cocteau. Se estrenó en la Opéra-Comique el 16 de diciembre de 1927. 
Le pauvre matelot es breve, dura unos 35 minutos cuando se representa, y está dedicado a Henri Sauguet. El compositor dirigió una grabación completa con elenco de la Ópera del París en 1956. Es una ópera poco representada en la actualidad; en las estadísticas de Operabase aparece con solo seis representaciones en el período 2005-2010, siendo la más representada de Milhaud.

## Personajes
| Personaje   | Tesitura | Reparto del estreno, 16 de diciembre de 1927 (Director: Georges Lauweryns) |
| ----------- | -------- | -------------------------------------------------------------------------- |
| La esposa   | soprano  | Madeleine Sibille                                                          |
| El marinero | tenor    | Legrand                                                                    |
| Su suegro   | bajo     | Félix Vieuille                                                             |
| Su amigo    | barítono | Louis Musy                                                                 |